# Los Maquis (Coquimbo)
Los Maquis es una localidad perteneciente a la Región de Coquimbo, Provincia de Choapa, comuna de Los Vilos.  El ingreso a la ruta comienza al desviarse de la Panamericana Norte (Ruta 5 (Chile), Kilómetro 199,7) hacia el interior del Valle de Quilimarí.  Para llegar existen dos accesos, el primero es desviándose hacia el Río Quilimarí, a la altura del Puente Los Loros y es un recorrido aproximado de 20 kilómetros, mientras que el segundo acceso es por la Localidad de Guangualí (Quilimarí) y es una ruta de 30 kilómetros aproximadamente.